# Natalija Pyhyda
Natalija Serhijewna Pyhyda (ukr. Наталія Сергіївна Пигида; ur. 30 stycznia 1981 w Nowej Kachowce) – ukraińska lekkoatletka, specjalistka biegu na 400 metrów, medalistka olimpijska, halowa wicemistrzyni Europy.

## Doping
Testy antydopingowe przeprowadzone 14 lipca 2009 po mityngu w Reims wykazało obecność w organizmie zawodniczki obecność niedozwolonego środka (stanozololu). Na Ukrainkę nałożono karę dwuletniej dyskwalifikacji (7 sierpnia 2009 – 6 sierpnia 2011), a także anulowano jej rezultaty uzyskane od dnia przeprowadzenia badania, w tym najlepszy wówczas wynik uzyskany w karierze przez Pyhydę – 51,28 (Retimno, 20 lipca 2009).

## Największe osiągnięcia
| Rok  | Rodzaj zawodów                      | Miasto    | Konkurencja        | Miejsce | Wynik    |
| ---- | ----------------------------------- | --------- | ------------------ | ------- | -------- |
| 1998 | Światowe igrzyska młodzieży         | Moskwa    | bieg na 200 m      | 2.      | 24,29    |
| 1998 | Światowe igrzyska młodzieży         | Moskwa    | bieg na 400 m      | 1.      | 54,01    |
| 2000 | Mistrzostwa świata juniorów         | Santiago  | bieg na 400 m      | 6.      | 53,69    |
| 2000 | Mistrzostwa świata juniorów         | Santiago  | sztafeta 4 × 400 m | 6.      | 3:37,83  |
| 2003 | Młodzieżowe mistrzostwa Europy      | Bydgoszcz | bieg na 100 m      | 6.      | 11,59    |
| 2003 | Młodzieżowe mistrzostwa Europy      | Bydgoszcz | sztafeta 4 × 100 m | 1.      | 44,29    |
| 2003 | Młodzieżowe mistrzostwa Europy      | Bydgoszcz | sztafeta 4 × 400 m | 4.      | 3:33,63{ |
| 2009 | Halowe mistrzostwa Europy           | Turyn     | bieg na 400 m      | 2.      | 51,44    |
| 2012 | Igrzyska Olimpijskie                | Londyn    | sztafeta 4 × 400 m | 3.      | 3:23,57  |
| 2013 | Mistrzostwa świata                  | Moskwa    | sztafeta 4 x 400 m | 5.      | 3:27,38  |
| 2014 | Mistrzostwa Europy                  | Zurych    | sztafeta 4 × 400 m | 2.      | 3:24,32  |
| 2015 | Halowe mistrzostwa Europy           | Praga     | bieg na 400 m      | 1.      | 51,96    |
| 2015 | Halowe mistrzostwa Europy           | Praga     | sztafeta 4 × 400 m | 5.      | 3:32,39  |
| 2015 | Mistrzostwa świata                  | Pekin     | sztafeta 4 × 100 m | 8.      | 43,59    |
| 2015 | Mistrzostwa świata                  | Pekin     | sztafeta 4 × 400 m | 6.      | 3:25,94  |
| 2015 | Światowe wojskowe igrzyska sportowe | Mungyeong | bieg na 400 m      | 3.      | 51,99    |
| 2015 | Światowe wojskowe igrzyska sportowe | Mungyeong | sztafeta 4 × 400 m | 2.      | 3:30,66  |

Wielokrotna mistrzyni Ukrainy.

## Rekordy życiowe
- hala
  - bieg na 200 metrów – 23,33 s (2004)
  - bieg na 400 metrów – 51,44 s (2009)
- stadion
  - bieg na 200 metrów – 22,82 s (2008)
  - bieg na 400 metrów – 50,62 s (2015)